# Angela Strehli
Angela Strehli (Lubbock, Texas, 22 de noviembre de 1945) es una cantante de blues eléctrico y compositora estadounidense. Es también una historiadora del Texas blues y empresaria. A pesar de una carrera discográfica esporádica, Strehli actúa anualmente en Europa, los Estados Unidos y Canadá.

## Biografía
A principios de los años 1960, Strehli aprendió a tocar la armónica y la guitarra de bajos antes de convertirse en vocalista. En 1966 visita Chicago y asiste a los conciertos dados por Howlin' Wolf, Muddy Waters y Buddy Guy. En su último año universitario, Strehli y Lewis Cowdrey forman los Fabulous Rockets. Strehli también canta como corista en James Polk and the Brothers y actúa con Storm, que había sido formado por Cowdrey y Jimmie Vaughan.
En 1972, fue una miembro fundadora de Southern Feeling, junto con W. C. Clark y Denny Freeman. Tres años más tarde Strehli se convertía en mánager de escenario y técnica de sonido en Antone's, un club nocturno en Austin, Texas. Hacia 1986, Strehli había grabado Stranger Blues (EP) que ayudó a lanzar la casa de discos propia de Antone. Su álbum de debut fue Soul Shake  (1987, Antone Records) y aparece en Dreams Come True, con Lou Ann Barton y Marcia Ball (1990). Su propio disco Blonde and Blue (1993, Rounder Records) ayudó a construir la escena de blues de Austin, Texas al lado del dueño de nightclub Clifford Antone y de Kim Wilson, Stevie Ray Vaughan y Jimmie Vaughan. En 1998, Strehli publicó Deja Blue y el álbum Blue Highway siguió en 2005.
Strehli también ha grabado, girado o actuado con Andy Santana, Elvin Bishop y Pinetop Perkins y ha aparecido en festivales que incluyen Notodden Blues Festival, Long Beach Blues Festival, Edmonton Labatt Blues Festival y el San Francisco Blues Festival. En 2003 graba música para el álbum de tributo, Shout, Sister, Shout: A Tribute to Sister Rosetta Tharpe.
Strehli está radicada actualmente en San Francisco.

## Discografía
- Soul Shake (1987) – Antone's
- Dreams Come True (1990) – Antone's (with Lou Ann Barton and Marcia Ball)
- Blonde and Blue (1993) – Rounder
- Deja Blue (1998) – House of Blues
- Blue Highway (2005) – M.C. Records[3]